# Gökhan Süzen
Gökhan Süzen (Düzce, 12 juli 1987) is een Turks voetballer die speelt bij Beşiktaş JK. Eerder speelde hij nog bij Istanbul BB en voor een huurperiode ook nog bij Alibeyköyspor. Hij is bekend van de jeugd van Galatasaray SK.
2 Svensson ·
3 Paulista ·
4 Bulut ·
5 Sanuç ·
6 Hadžiahmetović ·
7 Rashica ·
8 Uçan ·
9 Kılıçsoy ·
10 Arroyo ·
14 Uduokhai ·
15 Oxlade-Chamberlain ·
17 Immobile ·
18 Mário ·
20 Uysal ·
22 Zainutdinov ·
23 Muçi ·
26 Masuaku ·
27 Silva ·
30 Destanoğlu ·
34 Günok ·
53 Topçu ·
77 Ricardo ·
83 Fernandes ·
91 Hekimoğlu ·
94 Baytekin ·
97 Yuvakuran ·
Coach: Solskjær